# ソルネチヌイ (ハバロフスク地方)
ソルネチヌイ（ロシア語:Со́лнечныйソールニェチュヌィイ）は、ロシア連邦ハバロフスク地方の町。人口は1万2267人（2021年）。ソルネチヌイ地区の行政中心地である。

## 地理
シリンカ川（アムール川左支流）の左岸、ミャオチャン山脈中央部の東側、州都ハバロフスクから北東へ約270km、コムソモリスク＝ナ＝アムーレ市から北西に38kmに位置する。

## 歴史
鉱山町であり、錫・銅・亜鉛・タングステンの混合鉱石や褐炭、建築石材、煉瓦粘土が出る。
1963年、ソルネチヌイ採鉱選鉱一貫工場（ГОК Солнечный）が創業開始。
1966年に都市型集落となる。

## 人口変化
| 年   | 人口   |
| ---- | ------ |
| 1959 | 2,367  |
| 1970 | 7,943  |
| 1979 | 13,128 |
| 1989 | 17,331 |
| 2002 | 14,415 |
| 2008 | 14,039 |

※国勢調査より